# 유벤투스 FC (여자)
유벤투스 FC(이탈리아어: Juventus F.C. Women)의 여성팀은 토리노를 연고로 하는 이탈리아의 여자 축구 클럽이다. 흔히 유벤투스로 불리며, 유벤투스 위민이라는 상표명을 가지고도 있다. 2017년 7월 1일에 설립되었으며, 현재 이탈리아 세리에 A 펨미닐레에 소속되어 있다.

## 우승 기록

### 국내 대회
세리에 A 펨미닐레 : 5회
- 2017-18, 2018-19, 2019-20, 2020-21, 2021-22

코파 이탈리아 펨미닐레 : 3회
- 2018-19, 2021-22, 2022-23

수페르코파 이탈리아나 펨미닐레 : 4회
- 2019, 2020, 2021, 2024

## 같이 보기
- 무패 우승한 축구단 목록